# Evangelische Kirche (Völkershausen)

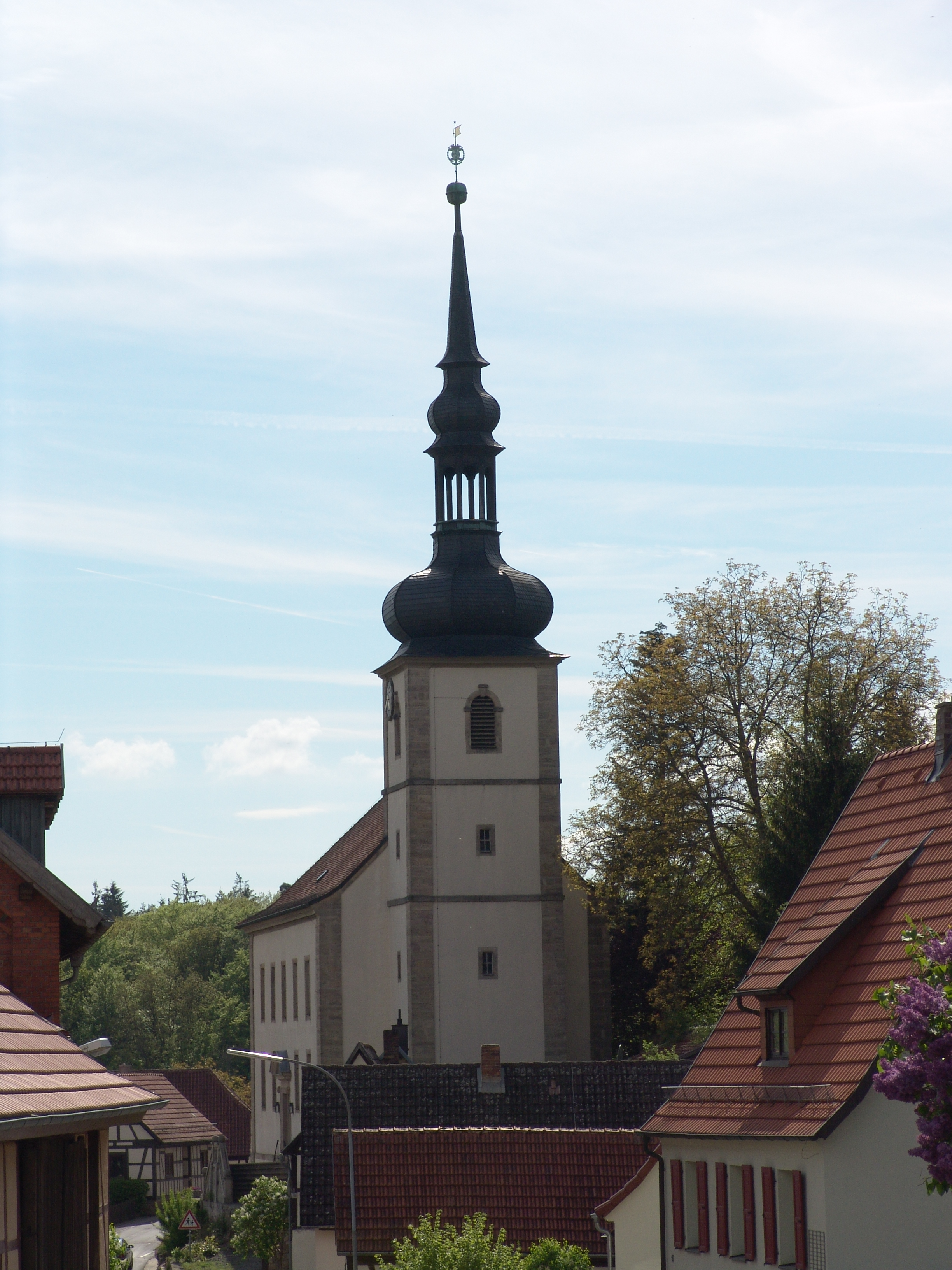
Evangelische Kirche (Völkershausen)

Die evangelisch-lutherische Pfarrkirche steht in Völkershausen, einem Gemeindeteil von Willmars im unterfränkischen Landkreis Rhön-Grabfeld in Bayern. Das denkmalgeschützte Bauwerk wurde im ersten Quartal des 18. Jahrhunderts errichtet. Die Kirche gehört zur Pfarrei Willmars im Dekanat Bad Neustadt an der Saale im Kirchenkreis Ansbach-Würzburg der Evangelisch-Lutherischen Kirche in Bayern.

## Beschreibung
Die 1722 gebaute Saalkirche wurde 1731 geweiht. Sie besteht aus einem zweigeschossigen Langhaus mit fünf Fensterachsen und einem viergeschossigen, mit einer schiefergedeckten Welschen Haube bedeckten Chorturm, dessen untere Geschosse aus der Zeit der Romanik stammen. Sein oberstes Geschoss beherbergt die Turmuhr von 1793 und den Glockenstuhl. Das Portal an der Südseite des Langhauses, das über eine zweiläufige Freitreppe mit Brüstungen aus Balustern erreicht wird, ist mit einem Sprenggiebel bedeckt. Der Innenraum des Langhauses hat im Osten und im Westen doppelstöckige Emporen. Auf der oberen, östlichen Empore über dem Kanzelaltar von 1592 steht die 1759 gebaute Orgel, auf der westlichen befindet sich die Patronatsloge. Im Innenraum des Chors, d. h. im Erdgeschoss des Chorturms, befinden sich Wandmalereien aus dessen Bauzeit.